# Enigma (pel·lícula de 1987)
Enigma' '(títol original: Aenigma) és una pel·lícula italo-iugoslava dirigida per Lucio Fulci, estrenada l'any 1987. Ha estat doblada al català.

## Argument
Kathy, una adolescent, és el cap de turc dels seus camarades de classe. Un vespre, és víctima d'una broma de molt mal gust. Humiliada, fuig de les burles dels seus botxins però és immediatament atropellada per un cotxe. Es troba allitada a l'hospital, en coma profund. Però la ment de Kathy compta de venjar-se contra els que tant l'han fet patir.

## Repartiment
- Milijana Zirojevic: Kathy
- Jared Martin: el metge Robert Anderson
- Lara Naszinsky: Eva Gordon
- Ulli Reinthaler: Jenny Clark
- Sophie de Aulan: Kim
- Jennifer Naud: Grace O'Neil
- Riccardo Acerbi: Fred Vernon
- Kathi Wise: Virginia Williams
- Dragan Bjelogrlic: Tom
- Ljiljana Blagojevic: la Sra. Jones
- Franciska Spahic: Joanne
- Dusica Zegarac: Mary
- Zorica Lesic: Mlle James
- Rade Colovic: Tom

## Al voltant de la pel·lícula
- El rodatge s'ha desenvolupat del 3 de novembre de 1986 al 9 de gener de 1987 a Belgrad i Boston.
- El realitzador Lucio Fulci fa una petita aparició (que no surt als crèdits), com a inspector de policia.